# Epitausa rubripuncta
Epitausa rubripuncta là một loài bướm đêm trong họ Erebidae.